# Тоні Сіріко
Дженнаро Ентоні Сіріко молодший ([sɪˈrikoʊ]; 29 липня 1942 — 8 липня 2022) — американський актор. Найбільш відомий своєю роллю Полі Галтьєрі у фільмі «Клан Сопрано». Він також багато разів знімався у фільмах Вуді Аллена.

## Раннє життя
Сіріко народився 29 липня 1942 року в Нью-Йорку в родині італійського походження. Ріс у Бруклін, у районах Іст-Флетбуш і Бенсонхерст. Брат Сіріко, Роберт Сіріко — католицький священик і співзасновник Інституту вільного ринку Актона.
Сіріко був засуджений за кілька злочинів, був арештований 28 разів, у тому числі за хуліганство, напад і пограбування. 27 лютого 1970 року його заарештували в ресторані й знайшли при собі револьвер 32- го калібру. У 1971 році його звинуватили у вимаганні, примусі та зберіганні зброї, визнали винним і засудили до чотирьох років ув'язнення, з яких він відсидів 20 місяців у Сінг Сінгу.
Відповідно до протоколу суду на момент винесення вироку Сіріко був власником дискотеки на Манхеттені, а також мав незавершені звинувачення у зберіганні небезпечного наркотику. Сіріко заявив, що під час ув'язнення його відвідувала акторська трупа, що складалася з колишніх засуджених, це надихнуло його спробувати акторську кар'єру. Він з'явився в документальному фільмі Джеймса Тобека «Великий вибух» 1989 року, в якому він розповідав про своє попереднє життя.

## Кар'єра
Перша роль Сіріко в кіно була статистом у фільмі «Божевільний Джо» 1974 року, яку він отримав за допомогою Річарда Кастеллано. Сіріко зіграв гангстерів у ряді фільмів, зокрема Славні хлопці, Mob Queen, Mighty Aphrodite, Любов і гроші, Fingers, The One Man Jury, Defiance, The Last Fight, Невинна кров, Bullets over Broadway, Мисливець на дівчат, Готті, The Search for One-eye Jimmy, Поліцейські, Turn of Faith, Hello Again, Блакитноокий Міккі і Колесо чудес.
Він також зіграв поліцейських у фільмах «Мертві президенти» та «Деконструкція Гаррі». Найбільш визнаною акторською роботою Сіріко була роль Полі Галтьєрі в драмі Девіда Чейза, яка отримала нагороду «Еммі», «Клан Сопрано». Спочатку він пробувався на роль дядька Джуніора з Френком Вінсентом, але Домінік Чіанезі отримав цю роль. Натомість Девід Чейз запропонував йому роль Полі Галтьєрі; Сіріко погодився за умови, що його персонаж «не стане щуром».
Наприкінці 2013 року він озвучив персонажа Вінні, який протягом трьох епізодів був домашнім собакою сім'ї в Family Guy, замінивши Брайана Гріффіна після його смерті; Пізніше Брайана повернуть назад за допомогою подорожі в часі. Сіріко також знявся в камео в епізоді «Чудова пригода Стьюї, Кріса та Браяна », де він погрожує Стьюї, який образив італійців, називаючи їх «смішними людьми». Вінні повернеться в епізодичній ролі в кінці прем'єри 15 сезону «The Boys in Band».
У 2018 році він возз’єднався з колишніми акторами Сопрано Федеріко Кастеллуччо та Вінсентом Пасторе у фільмі «Сара К’ю».

## Особисте життя

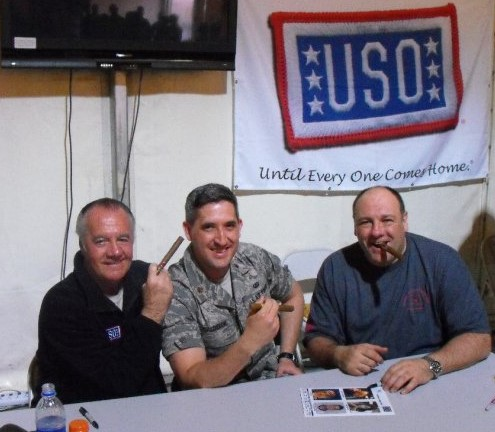
Сіріко (ліворуч) і Джеймс Гандольфіні (праворуч) з військовослужбовцем ВПС США під час візиту USO до Південно-Західної Азії, 2010 рік

Сіріко мав двох дітей, Джоанну та Річарда. У 1999 році він разом із колегою по «Сопрано» Вінсентом Пастором зустрівся з Джеймсом Клемензою та його братом Джеррі, солдатами злочинної родини Коломбо, на різдвяній вечірці в Маленькій Італії, Манхеттен. У той час Клеменза перебувала під наглядом ФБР.
У 2008 році він випустив одеколон під назвою Paolo Per Uomo.
Сіріко помер 8 липня 2022 року в інтернаті у Форт-Лодердейлі, штат Флорида, за три тижні до свого 80-річчя. Причина не була названа, але за кілька років до смерті у нього діагностували деменцію.

## Фільмографія
- 1994 Кулі над Бродвеєм / (Bullets Over Broadway) — Роко